# Przełęcz Beskid nad Izbami
Przełęcz Beskid nad Izbami (644 m n.p.m.) – przełęcz w głównym grzbiecie wododziałowym Karpat, w zachodniej części Beskidu Niskiego. Grzbietem przez siodło przełęczy biegnie granica państwowa polsko – słowacka.
Leży pomiędzy masywem Lackowej (997 m n.p.m.) na wschodzie a masywem Dzielca (792 m n.p.m.) na zachodzie. Siodło przełęczy dość szerokie. Stoki północne (polskie) łagodne, szerokie, odwadniane są przez cieki źródłowe potoku, będącego pierwszym większym lewobrzeżnym dopływem Białej Dunajcowej. Stoki południowe stromsze, przechodzące w dość głęboką dolinkę źródłowego cieku potoku Kamenec (dopływ Topli). Siodło przełęczy porośnięte lasem.
Przez przełęcz, z Izb (na północy) do wsi Frička (na południu) i dalej do Bardiowa wiedzie stara droga bita, obecnie praktycznie nie używana i (po polskiej stronie) w większości zarośnięta.
Poprzednią (patrząc od zachodu) przełęczą w granicznym grzbiecie Karpat jest Przełęcz Tylicka, a następną – Przełęcz Pułaskiego.

## Piesze szlaki turystyczne
Grzbietem przez siodło przełęczy prowadzą znakowane szlaki turystyczne:
- polski szlak zielony Wysowa – Przełęcz Pułaskiego (743 m n.p.m.) – Lackowa (997 m n.p.m.) – Przełęcz Beskid nad Izbami (644 m n.p.m.) – Krynica;
- słowacki szlak czerwony, graniczny.